# George Farquhar
George Farquhar, född omkring 1678, död den 29 april 1707, var en engelsk lustspelsförfattare.
Farquhar studerade först i Dublin, uppträdde därefter som skådespelare, men då han råkade svårt såra en kamrat, begav han sig till London och levde av dramatiskt författarskap. Åtskilliga år var han även officer i ett irländskt regemente, men tvangs slutligen av sin fattigdom att sälja sin plats. 
År 1698 debuterade han med komedin Love and a bottle, hade framgång och blev snart en av samtidens mest omtyckta lustspelsförfattare. Hans stycken utmärker sig genom sin livliga sedeskildring och kvicka dialog. 
Av hans åtta lustspel anses de bästa vara The recruiting officer (1706) och framför allt The beaux stratagem (1707). Leigh Hunt utgav "Dramatic works of Wycherley, Congreve, Vanbrugh and Farquhar" (1840, flera upplagor).